# Ya se ha muerto mi abuelo
«Ya se ha muerto mi abuelo» es una canción de cumbia amazónica de 1979 escrita por el músico peruano Wilindoro Cacique e interpretada por Juaneco y su Combo.

## Historia
La popular canción nació a partir de una anécdota. En 1979 el grupo cumbiambero Juaneco y su Combo viajaba hacia Nuevo Progreso por la Marginal de la Selva. Llegando a dicha localidad Juan Wong Popolizio, el líder del grupo e hijo del fundador Juan Wong Paredes, se encontró con un amigo que vestía de luto por la muerte de su padre, por lo que no podía aceptar la invitación que le hicieron de asistir a uno de sus conciertos. Más tarde, ya en el hotel, Wilindoro Cacique comenzó a cantar "ya se ha muerto mi abuelo, ayayay" y Juaneco (seudónimo de Juan Wong) improvisó la melodía con su teclado.
La canción fue parte del disco Ven a bailar, grabado por el sello Infopesa.
En 2007 Oliver Conan y Barbes Records, una disquera estadounidense, presentó The Roots of Chicha, un recopilatorio de canciones emblemáticas de los orígenes de la música tropical peruana, entre las que destacan cuatro temas de Juaneco y su Combo, uno de ellos «Ya se ha muerto mi abuelo». Este disco aumentó la popularidad de la canción y de otros temas clásicos de la cumbia peruana.

## Versiones
En 2013, por su décimo aniversario de existencia, la banda peruana Bareto editó 10 años, un álbum con grandes éxitos de la cumbia peruana, en el que incluyeron una versión de este tema, cantada junto a Wikindoro Cacique. La canción es parte de su repertorio habitual.